# Joey Ryan
Joseph Ryan Meehan (Los Angeles, 7 de novembro de 1979) é um lutador de wrestling profissional norte-americano, mais conhecido pelo nome de ringue Joey Ryan.

## Carreira
- Treino e primeiros anos (2000-2006)
- Pro Wrestling Guerrilla (2003-presente)
- World Wrestling Entertainment (2005-2011)
- National Wrestling Alliance (2006-presente)
- Wrestling Society X on MTV (2006-2007)
- Ring of Honor (2009–2010)
- Total Nonstop Action Wrestling (2012-2013)

## No Wrestling

### Movimentos de finalização
- YouPorn! Plex (2014–Atualmente)
- Boobplex
- End Scene (2010–2014)[6][7]
- Mustache Ride
- Nuff Said (2005–2006)
- Pedigree (Double underhook facebuster)– (2008–presente); parodiando Triple H[8]
- Super 70s Superkick (WSX)

### Signatures
- Folding powerbomb
- Pumphandle suplex
- Spear

### Com Scott Lost

#### Movimentos de finalização duplo
- Extinction Agenda (Backbreaker hold (Ryan)/Diving elbow drop (Lost) combinação)
- Rocket Launcher

#### Signatures
- Reverse thrown inverted Death Valley driver por Lost seguido de um sitout facebuster por Ryan
- Double superkick

### Apelidos
- "The Technical Wizard"
- "Magnum"
- "The Hollywood Submission Machine"[9]
- "Trending"[10]
- "King Of Dong Style"

## Campeonatos e prêmios

### Alternative Wrestling Show
- AWS Tag Team Championship (2 vezes)– com Scott Lost

### California Wrestling Alliance
- CWA Tag Team Championship (1 vez)– com Scott Lost

### Empire Wrestling Federation
- EWF Heavyweight Championship (1 vez)

### National Wrestling Alliance
- NWA World Tag Team Championship (1 vez)– com Karl Anderson

### Pacific Coast Wrestling
- PCW Heavyweight Championship (1 vez)
- PCW MAXimum Championship (1 vez)
- PCW Tag Team Championship (1 vez)– com Scott Lost

### Pro Wrestling Guerrilla
- PWG Championship (1 vez)
- PWG Tag Team Championship (3 vezes)– com Scott Lost
- Battle of Los Angeles (2010)

### Pro Wrestling Illustrated
- PWI classificou na posição 171 entre os 500 melhores lutadores do PWI 500 em 2010.

### SoCalUncensored.com
- Southern California Tag Team of the Year (2002) com Scott Lost
- Southern California Match of the Year (2004) vs. Super Dragon, 23 de outubro de 2004
- Southern California Wrestler of the Year (2006)

### World Class Wrestling Alliance
- WCWA California Championship (1 vez)
- WCWA Tag Team Championship (1 vez)– com Scott Lost

### World Power Wrestling
- WPW Cruiserweight Championship (1 vez)
- WPW Hardcore Championship (1 vez)
- WPW Tag Team Championship (1 vez)– com Scott Lost